# Dawn Staley
Dawn Michelle Staley (ur. 4 maja 1970 w Filadelfii) – amerykańska koszykarka występująca na pozycji rozgrywającej, trzykrotna złota medalistka olimpijska, od momentu zakończenia kariery zawodniczej trenerka koszykarska, obecnie trenerka żeńskiej drużyny akademickiej – South Carolina Gamecocks.
Mierząca 165 cm wzrostu zawodniczka studiowała na University of Virginia. Do WNBA została wybrana z dziewiątym numerem w drafcie w 1999 przez Charlotte Sting, gdzie grała do 2004. W latach 2005–2007 była zawodniczką Houston Comets. Kilkakrotnie brała udział w WNBA All-Star Game, trafiła także do WNBA All-Decade Team. W Europie grała m.in. we Francji, Włoszech i Hiszpanii. Występowała również w Brazylii. 
Staley miała miejsce w reprezentacji Stanów Zjednoczonych przez wiele sezonów. Poza trzema mistrzostwami olimpijskimi (1996, 2000 i 2004) może się poszczycić m.in. oraz brązowym medalem mistrzem (1994). Członkinią różnych kadr USA była od 1989. W 2004 była chorążym amerykańskiej ekipy podczas ceremonii otwarcia igrzysk w Atenach.
Jest liderką wszech czasów NCAA w przechwytach.
W 2007 WNBA ustanowiła nagrodę jej imienia – Dawn Staley Community Leadership Award.

## Osiągnięcia
Na podstawie, o ile nie zaznaczono inaczej.

### NCAA
- Wicemistrzyni NCAA (1991)
- Uczestniczka rozgrywek:
  - NCAA Final Four (1990, 1991, 1992)
  - Sweet 16 turnieju NCAA (1989–1992)
- Mistrzyni:
  - sezonu regularnego konferencji Atlantic Coast (ACC – 1991, 1992)
  - turnieju ACC (1990, 1992)
- Zawodniczka Roku:
  - NCAA według:
    - United States Basketball Writers Association (Amerykańskiego Stowarzyszenia Dziennikarzy Koszykarskich – 1991, 1992)
    - im. Naismitha (1991, 1992)[8]
    - Sports Illustrated (1991)
    - Honda-Broderick Cup Award (1991)
    - Honda Award (1991, 1992)

  - Konferencji ACC (1991, 1992)
- Most Outstanding Player (MOP=MVP) turnieju:
  - NCAA (1991)
  - regionalnego NCAA (1990, 1991, 1992)
  - ACC (1992)
- Sportsmenka Roku:
  - Konferencji Atlantic Coast (1991, 1992)
  - Akademicka (1991)
- Debiutantka Roku ACC (1989)
- Zaliczona do:
  - I składu Kodak All-American (1990, 1991, 1992)
  - składu najlepszych zawodniczek konferencji ACC w historii (ACC's 50th Anniversary Women's Basketball Team – 2002)
- Uczelnia zastrzegła należący do niej numer 24 (20 kwietnia 1993)

### WNBA
- Wicemistrzyni WNBA (2001)
- Laureatka:
  - Kim Perrot Sportsmanship Award (1999, 2006)
  - WNBA Entrepreneurial Spirit Award (1999)
- Uczestniczka meczu gwiazd WNBA (2001–2006)
- Zwyciężczyni konkursu rzutów za 3 punkty WNBA (2006)
- Zaliczona do składów:
  - WNBA All-Decade Team (2006)
  - Women's National Basketball Association's Top 15 Team (2011)

### Inne
Drużynowe
- Wicemistrzyni ABL (1997)

Indywidualne
- Uczestniczka meczu gwiazd ABL (1997, 1998)
- Laureatka:
  - Temple University Hospital Auxiliary Diamond Award (2006)
  - Distinguished Alumna Award (2006)
  - American Red Cross Spectrum Award (1998)
  - Wanamaker Award (1997, 2005)
  - Henry P. Iba Citizenship Award Female (2007)
- Wybrana do:
  - I składu ABL (1997)
  - II składu ABL (1998)
  - Koszykarskiej Galerii Sław im. Jamesa Naismitha (2013)[9]
  - Żeńskiej Galerii Sław Koszykówki (2012)
  - Galerii Sław Sportu:
    - stanu Wirginia (2008)
    - Filadelfii (2011)

  - składu ESPN.com's Top Players of the Past 25 Years (2002)
- Liderka ABL w asystach (1997)

### Reprezentacyjne
Drużynowe
- Mistrzyni:
  - świata (1998, 2002)
  - olimpijska (1996, 2000, 2004)
  - Igrzysk Dobrej Woli (1994)
  - Ameryki (1993)
  - Uniwersjady (1991)
  - Pucharu Williama Jonesa (1992)
  - turnieju Opals World Challenge (2002)[10]
- Brązowa medalistka mistrzostw świata (1994)
- Uczestniczka:
  - spotkania WNBA vs. USA Basketball: The Game at Radio City (2004)[11]
  - świata U–19 (1989 – 7. miejsce)

Indywidualne
- Koszykarka Roku USA Basketball (1994, 2004)
- MVP Igrzysk Dobrej Woli (1994)

### Trenerskie
Drużynowe
- Mistrzostwo:
  - olimpijskie (2008, 2016 – jako asystentka, 2020[12])
  - igrzysk panamerykańskich (2007)
  - Ameryki U–18 (2014)
  - świata U–19 (2015)
  - sezonu regularnego konferencji:
    - Atlantic 10 (2004, 2005, 2008)
    - Southeastern (SEC – 2014–2016)

  - turnieju:
    - Atlantic 10 (2002, 2004–2006)
    - SEC (2015, 2016)
- Brązowy medal mistrzostw świata (2006 – jako asystentka)
- Uczestnictwo w NCAA Final Four (2015)

Indywidualne
- Trenerka Roku:
  - USA Basketball (2015)
  - NCAA według Basketball Times (2014)
  - region I WBCA (2005)
  - Philadelphia Big 5 (2001, 2002, 2005, 2006)
  - Black Coaches Association National Coach of the Year (2012)
  - Konferencji:
    - Atlantic 10 (2004, 2005)
    - Southeastern (SEC – 2014–2016)